# Baseball-Bundesliga 1970
Die Baseball-Bundesliga 1970 war die 6. Saison der Baseball-Bundesliga. Nach dieser Saison wurde der Spielbetrieb bis 1981 unterbrochen. Somit war diese Saison die letzte Baseball-Bundesligasaison bis zum Jahr 1984, als die Bundesliga erstmals wieder als höchste Spielklasse im deutschen Baseball installiert wurde.
Die Saison gewann der VfR Mannheim durch einen 13:4-Finalsieg gegen den Baseballclub München.